# Vadstena missionsförsamling
Vadstena missionsförsamling (tidigare Vadstena missionsförening eller Vadstena kristna församling) var en församling i Vadstena, Vadstena kommun. Församlingen var ansluten till Svenska Missionsförbundet.

## Historik
Vadstena missionsförening bildades 1882 av omkring 30 personer. Församlingen var ansluten till Svenska Missionsförbundet. Föreningen bildade strax därpå Vadstena kristna församling som 1917 bytte namn till Vadstena missionsförsamling. Församlingen första kyrkan låg på Stockmakaregatan i Vadstena. Kyrkan blev för liten och den 2 september 1917 invigdes den nya kyrkan. Församling bestod av cirka 155 medlemmar under 1920-talet. 1960 donerades en sommarstuga vid Tycklinge. Sommarstugan ombyggdes och blev församlingens sommarhem, Saxtorp.
Den 1 januari 1995 slogs församlingen samman med  Vadstena baptistförsamling och bildade Vadstena frikyrkoförsamling. Vid sammanslagningen bestod församlingen av cirka 90 medlemmar.

## Församlingens kyrkor
- Vadstena missionskyrka
- Sommarhem, Saxtorp